# Silbomyia sumba
Silbomyia sumba är en tvåvingeart som beskrevs av Crosskey 1965. Silbomyia sumba ingår i släktet Silbomyia och familjen spyflugor. Inga underarter finns listade i Catalogue of Life.